# Reinette franche

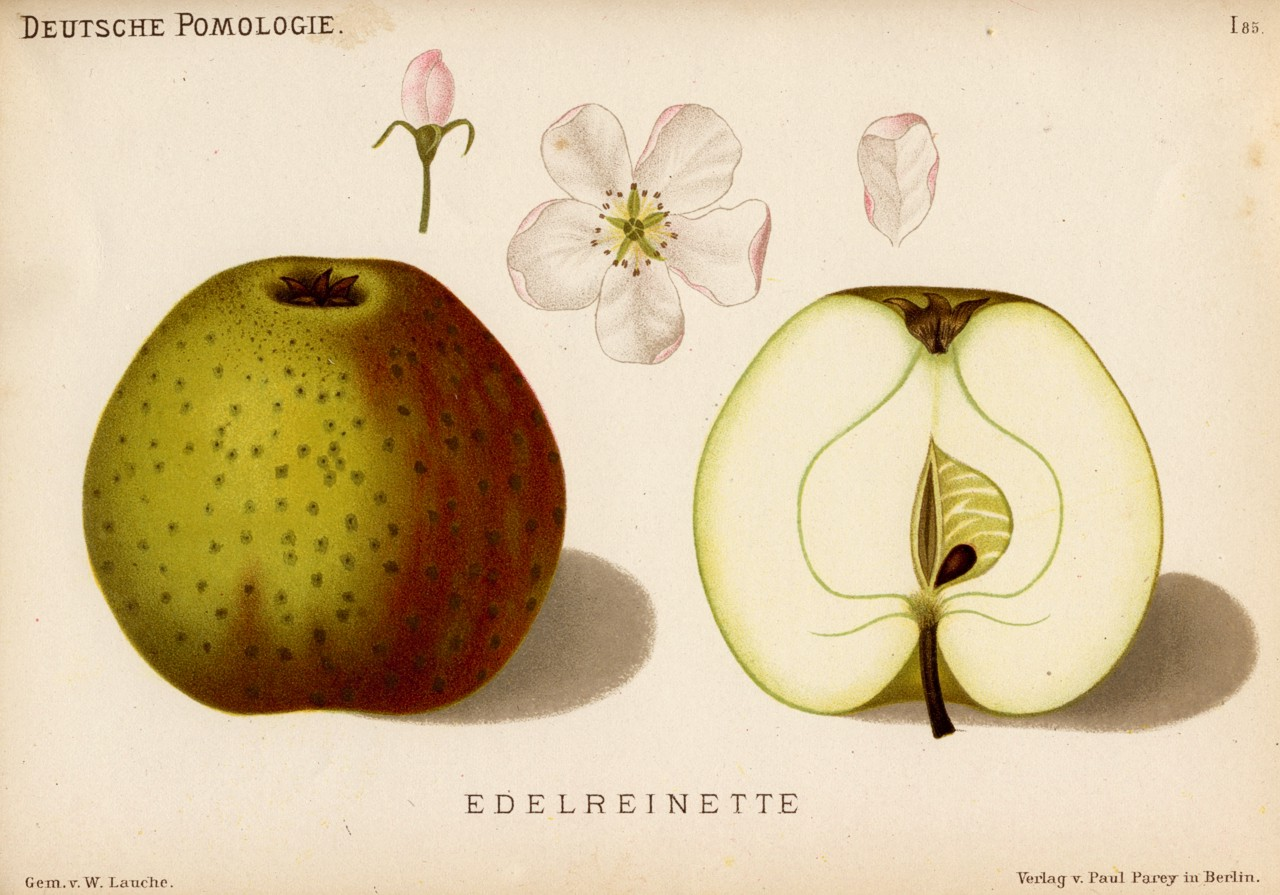
Reinette Franche dans Deutsche Pomologie.

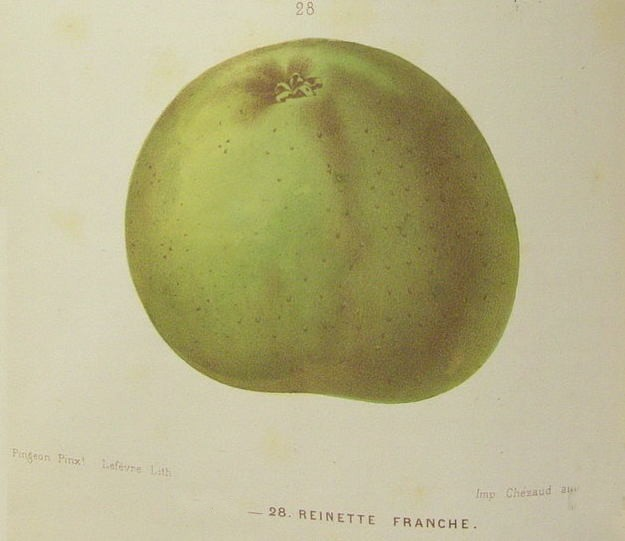
Reinette Franche, aquarelle dans Le verger d'Alphonse Mas.

La Reinette Franche est une variété de pomme ancienne apparue vers 1500 en Normandie.

## Synonymie
- Reinette blonde,
- Reinette blanche,
- Reinette commune,
- Reinette de Normandie.

- Französische Edel Renette,
- Edel Renette[1].

## Description
C'est une pomme de taille moyenne et de forme variable conique ou aplatie.
La peau épaisse est citron clair, souvent lavé d'un léger rouge à l'insolation, granité et un peu taché de brun.
La chair est de couleur blanc jaunâtre, d'abord ferme et croquante puis friable, à la saveur épicée et au parfum agréable représentant le type par excellence de la Pomme Reinette.
Les graines sont brun clair.
La pomme est mature à partir de décembre et tient jusqu'au printemps.
Excellente pomme à dessert comme à cuire.

## Culture
L'arbre à l'écorce vert olive est assez vigoureux et fertile.
Cette variété délicate est sujette au chancre nectrien mais résistante à la tavelure du pommier, elle ne convient en tige que dans les sols riches, sains et pas trop frais.
Il est préférable de la cultiver en petites formes, greffé sur porte-greffe nain on devra lui donner une taille longue et éviter les blessures et les mutilations pour éviter l'apparition de chancre.
En haute tige, il vaut mieux la greffer en tête.
Floraison à mi-saison, elle est pollinisée par Calville blanc d'hiver, Cornish Gilliflower, Esopus Spitzenburg, Fuji, Golden Delicious, Grenadier, James Grieve, Kidd's Orange Red, Pinova, Red Delicious, Winter Banana.